# روكامونفينا (بركان)
بركان روكامونفينا؛ هو بركان خامد في روكامونفينا، كامبانيا، جنوب إيطاليا. كانت نشطة منذ حوالي 650.000 إلى 50.000 سنة. وهي تتألف من مخروط كبير معزول يبلغ حوالي 25 كـم (16 ميل) المحيط بين مونتي أورنشي، سهل ووداي غاريجليانو ومونتي ماسيكو ومونتي تريبولاني. يبلغ قطر كالديرا المركزية حوالي 6 كـم (4 ميل) وتقع بلدية روكامونفينا بداخلها. يتم الآن استبدال النشاط البركاني بحركات زلزالية طفيفة ووجود المياه المعدنية . يعد الجبل جزءًا من منتزه روكامونفينا جاريجليانو ماوث الإقليمي الذي تم إنشاؤه في عام 1999.
Ciampate del Diavolo عبارة عن سلسلة من آثار أقدام أسلاف الإنسان في الرماد المتصلب من ثوران بركان قبل 345000 عام.

## جيولوجيا
نشأ البركان على شكل بركان ستراتوفولكان في وادي غاريجليانو المتصدع، مع مجموعة من الأفواه البركانية المنتشرة في منطقة تبلغ مساحتها 1,000 كـم2 (386 ميل2)؛ في وقت لاحق، تركز النشاط الانسيابي في المنطقة الوسطى، مشكلاً مخروطًا بركانيًا يبلغ ارتفاعه حوالي 1800 متر، يتكون معظمة من التيفرا ويرافقه أقماع ثانوية مثل مونتي أوفيليو في الجنوب الغربي. منذ حوالي 400000 عام، أدى انهيار القطاع الشرقي للبركان إلى تشكيل كالديرا احتلتها بحيرة بركانية لبعض الوقت.
بدأت فترة ثانية من النشاط البركاني منذ حوالي 385000 سنة بانفجار متفجر، بما في ذلك الانفجارات من كالديرا السابقة. استمرت هذه المرحلة حتى حوالي 285000 سنة مضت. أدى تكوين البركان أيضًا إلى تعديل مجرى نهري جاريجليانو وفولتورنو. تحركت Volturno إلى الجنوب الغربي في مسارها الحالي ؛ لم يعد Garigliano يصل إلى البحر، وشكل بحيرة (بحيرة Lirino) حتى (منذ حوالي 200000 سنة) تآكلت الصخور بالقرب من Suio واتخذت المسار الحالي.